# Icta
Icta (em árabe: اقطاع‎; romaniz.: Iqṭāʿ ou Iḳṭāʿ), no mundo islâmico, era um lote de terra cedido a oficiais do exército por períodos limitados em vez de salário regular. Foi criado no século IX para aliviar o tesouro do Califado Abássida (r. 750–1258) dada a insuficiência tributária e campanhas militares, o que dificultava o pagamento do soldo do exército. Terras sujeitas ao icta pertenciam aos não muçulmanos e estiveram sujeitas ao caraje, o imposto especial sobre propriedade. A terra permanecia legalmente com seu dono, mas o oficial que a recebia, o mucta (muqṭaʿ), era autorizado a coletar o caraje. Esperava-se que o mucta pagasse o dízimo sobre a renda (ʿushr), algo difícil do governo cobrar.